# Tamaricaceae
Famille
Classification APG III (2009)
La famille des Tamaricaceae (Tamaricacées) regroupe des plantes dicotylédones ; elle comprend 120 espèces réparties en 3-5 genres.
Ce sont des petits arbres ou des arbustes ou le plus souvent des plantes herbacées, à petites feuilles simples écailleuses, à petites fleurs régulières en épis. On les rencontre dans les zones arides ou sablonneuses des régions tempérées à subtropicales, en particulier les déserts, steppes et rivages d'Europe et d'Afrique.
Parmi ces quatre genres, on peut citer :
- Myricaria : les myricaires
- Tamarix : les tamaris

## Étymologie
Le nom vient du genre type Tamarix du latin tamarice, qui est le nom traditionnel de ces arbrisseaux, et dont l'étymologie est inconnue.

## Classification
La classification phylogénétique situe cette famille dans l'ordre des Caryophyllales.

## Liste des genres
Selon NCBI (14 août 2015) :
- genre Myricaria
- genre Reaumuria
- genre Tamarix

Selon DELTA Angio (14 août 2015) :
- genre Hololachna
- genre Myricaria
- genre Reaumuria
- genre Tamarix

Selon Angiosperm Phylogeny Website (14 août 2015) :
- genre Hololachna
- genre Myricaria
- genre Myrtama
- genre Reaumuria
- genre Tamarix

Selon ITIS (14 août 2015) :
- genre Tamarix  L.